# Малышев, Николай Васильевич
Николай Васильевич Малышев (17 ноября 1903, Санкт-Петербург, Российская Империя — 22 апреля 1990, Ленинград, СССР) — советский военный деятель, генерал-лейтенант береговой службы (21.07.1944).

## Биография
Родился 17 ноября 1903 года в Санкт-Петербурге.

### Межвоенные годы
С октября 1925 года служит в Морскихих силах Балтийского моря (МСБМ): краснофлотец флотского экипажа, с декабря 1925 года — краснофлотец-ученик Машинной школы (г. Кронштадт), с июня 1926 года — ученик-моторист на линкоре «Марат». Член ВКП(б) с 1926 года.
С октября 1926 года в составе Службы наблюдения и связи МСБМ: штатный моторист, с декабря 1928 года — ответственный секретарь партбюро, с мая 1930 года — политрук команды.
С июня 1931 года — политрук батареи 1-й артиллерийской бригады МСБМ (АБ МСБ), с июля 1931 года — военный комиссар 5-го артиллерийского дивизиона 1-й АБ МСБМ, с апреля 1932 года — помощник военного комиссара 3-го артиллерийского дивизиона 1-й АБ МСБМ, с сентября 1933 года военный комиссар 1-й батареи 3-й АБ МСБМ.
С октября 1933 года — слушатель военно-морского факультета Военно-политической академии им. В. И. Ленина. С июля 1937 года после окончания академии оставлен в ней на должности начальника курса. С февраля 1939 года — инструктор организационно-партийного отдела, а с апреля 1939 года — заведующий отделом Управления кадров ЦК ВКП(б).

### Великая Отечественная война
С началом войны в прежней должности. С августа 1941 года — член Военного совета 51-й Отдельной армии и одновременно войск Крыма. С декабря 1941 года — заместитель народного комиссара ВМФ по кадрам. С 26 января 1942 года — дивизионный комиссар. С 13 декабря 1942 года — генерал-майор береговой службы. С 27 июля 1944 года — генерал-лейтенант береговой службы.
В условиях дефицита людских ресурсов сумел обеспечить комплектование флотов и флотилий офицерским составом в соответствии с установленной штатной численностью личного состава, адаптироваться к условиям военного времени и справиться с задачей по своевременному комплектованию флота необходимыми командными кадрами в количестве, достаточном для достижения Победы.
С апреля 1945 года — в распоряжении народного комиссара ВМФ. С мая 1945 года заместитель по политчасти начальника Инженерного управления ВМС СССР.
24 мая 1945 года, за образцовое выполнение заданий командования был награждён орденом Нахимова I степени.

### Послевоенное время
После окончания войны в прежней должности. С июня 1946 года — заместитель по политчасти начальника инженерно-строительной службы ВМС СССР, с апреля 1948 года на той же должности в Главном инженерном управлении ВМС. С октября 1950 года — начальник политотдела Военно-морской академии кораблестроения и вооружения им. А. Н. Крылова. С октября 1958 года — в распоряжении Главного политуправления Советской армии и ВМФ. С 1 августа 1959 года — в запасе по болезни.
Скончался 22 апреля 1990 года в Ленинграде; похоронен на Волковском православном кладбище.

## Награды
- орден Ленина (05.11.1954)[4][5];
- три ордена Красного Знамени (22.01.1944[4], 10.11.1945[6][5], 30.12.1956[4][5]);
- орден Нахимова I степени (05.11.1944)[7];
- орден Отечественной войны I степени (06.04.1985)[8][9];
- орден Красной Звезды (03.11.1944)[10][5]
  - медали в том числе:
  - «За оборону Москвы» (1945)[4];
  - «За победу над Германией в Великой Отечественной войне 1941—1945 гг.» (1945)[4];
  - «За победу над Японией» (1946)[4];
  - «Ветеран Вооружённых Сил СССР» (1976)[2];
- наградное оружие (1953)[2];
- знак «50 лет пребывания в КПСС»[2].